# Sogiontiques

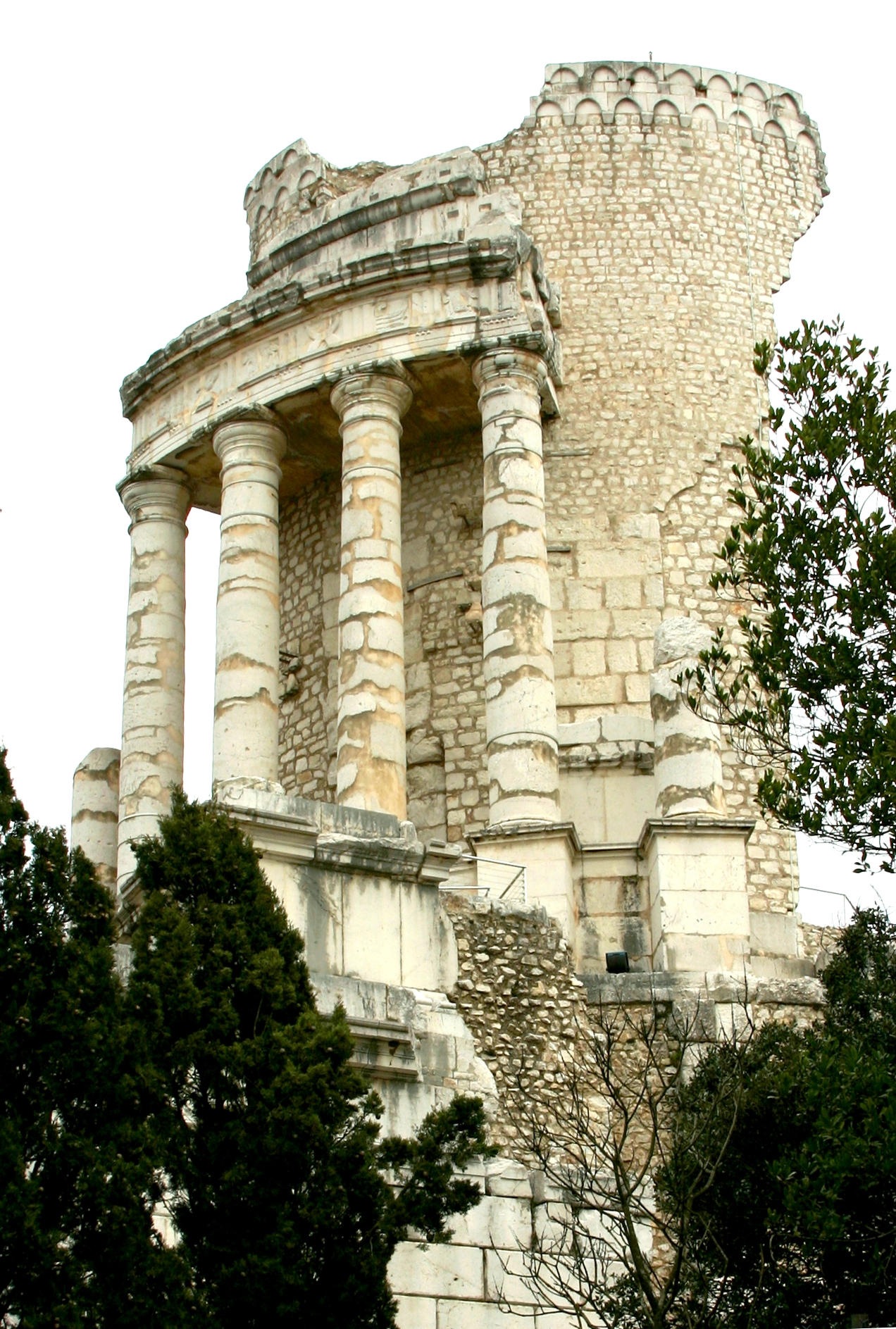
Le Trophée d'Auguste à La Turbie.

Les Sogiontiques (Sogionti) sont un peuple gaulois implanté dans les Alpes du Sud, avec pour ville principale Segustero (Sisteron).
À l'origine, ils forment une fédération avec les Voconces. Auguste les soumet à l'autorité romaine en 14 av. J.-C.. Leur nom est mentionné sur le Trophée d'Auguste à La Turbie.
Lors de l'organisation des provinces par Auguste, ils restent dans la civitas des Voconces, dont ils sont détachés au IIe siècle pour former la civitas Segestericorum, en Narbonnaise seconde.
Leur territoire s’étendait à l’ouest des cours supérieurs de l’Ouvèze et de l’Aygues jusqu’au cours moyen de la Durance, qu’il contrôlait jusqu’aux alentours du confluent avec le Verdon. Ils peuplaient également la montagne de Lure et l’espace entre celle-ci et la Durance.